# Петровка (Бирилюсский район)
Петровка — деревня в Бирилюсском районе Красноярского края России. Входит в состав Орловского сельсовета. Находится на левом берегу реки Колтояк (приток реки Кемчуг), примерно в 22 км к востоку-юго-востоку (ESE) от районного центра, села Новобирилюссы, на высоте 217 метров над уровнем моря.

## Население
| 2010 |
| ---- |
| 55   |

Гендерный состав
По данным Всероссийской переписи населения 2010 года 24 мужчины и 31 женщина из 55 чел.

## Улицы
Уличная деревни села состоит из одной улицы (ул. Щетинкина).